# АБДЕМ
АБДЕМ (А.Б.Д.Е.М.) — коллективный псевдоним группы переводчиков, существовавшей в 1920-е годы. Группа включала А. В. Болдырева, А. И. Доватура, А. Н. Егунова, А. М. Миханкова, впоследствии Э. Э. Визеля. Недолгое время в группу входил и К. К. Вагинов. Название группы составлено из инициалов — первой буквы имён и первых букв фамилий четырёх первоначальных участников.
Абдемиты входили в число тех, кто собирался у С. А. Жебелёва и И. И. Толстого.
Совместным трудом абдемитов был перевод романов Ахилла Татия и Гелиодора.
АБДЕМ, работающий как кружок или семинар, дружескими связями пересекался с группой М. М. Бахтина и с членами объединения ОБЭРИУ; травестированные изображения их сборищ можно найти в романах и стихотворениях К. К. Вагинова.
В конце 1920-х — начале 1930-х годов группа приступила к подготовительной работе над текстом Флавия Филострата «Жизнь Аполлония Тианского».
Прекращение существования сообщества было связано с тем, что участник переводов Ахилла Татия, принадлежавший к игровому и философскому сообществу «Космическая академия наук», был арестован за принадлежность к этой академии.